# همسفر (فیلم ۱۹۸۰)
همسفر (ایتالیایی: La compagna di viaggio) یک فیلم کمدی سکسی سبک ایتالیایی به کارگردانی فردیناندو بالدی است که در سال ۱۹۸۰ ساخته و در سال ۱۹۸۱ منتشر شد.

## گزیدهٔ بازیگران
- آنا ماریا ریتسولی
- جورجو براکاردی
- گاستونه موسکین
- آنی بل
- سرنا گراندی
- مارینا هدمن
- ماریسا مل
- موانا پوتسی